# Пјерлуиђи Мартини
Пјерлуиђи Мартини (итал. Pierluigi Martini; рођен 23. априла 1961) је бивши италијански возач Формуле 1. У Формули 1 је дебитовао 9. септембра 1984. године, учествовао је на 124 трке, а укупно је освојио 18 поена.